# Гроново (Варминьско-Мазурское воеводство)
Гроново (пол. Gronowo) — село в гмине Бранево Браневском повете Варминьско-Мазурское воеводства Польши.

## География
Село расположено в северной части Варминьско-Мазурского воеводства, в 1 километре к югу от российско-польской границы, в 6 километрах по прямой к северо-востоку от центра гмины Бранево и в 81 километре по прямой к северо-западу от центра воеводства Ольштына. Абсолютная высота — 14 метров над уровнем моря.

## История
В 1975—1998 годах село входило в состав Эльблонгского воеводства.

## Население
Демографическая структура состоянию на 31 марта 2011:
|         | Всего | До трудоспособного возраста | Трудоспособного возраста | Старше трудоспособного возраста |
| ------- | ----- | --------------------------- | ------------------------ | ------------------------------- |
| Мужчины | 65    | 10                          | 51                       | 4                               |
| Женщины | 64    | 17                          | 39                       | 8                               |
| Всего   | 129   | 27                          | 90                       | 12                              |